# Kemmental
Kemmental är en kommun i distriktet Kreuzlingen i kantonen Thurgau, Schweiz. Kommunen har 2 800 invånare (2023).
Kommunen består av ett antal mindre byar; Hugelshofen, Dotnacht, Ellighausen, Lippoldswilen, Neuwilen, Alterswilen, Altishausen och huvudorten Siegershausen.